# Cratere Wollstonecraft
Wollstonecraft  è un cratere sulla superficie di Venere. Deve il proprio nome a Mary Wollstonecraft, filosofa e scrittrice britannica del XVIII secolo considerata la fondatrice del femminismo liberale.